# Don't Forget Me
Don't Forget Me (hangul: 나를 잊지 말아요; RR: Nareul Itji Malayo ), también conocida como Remember You, es una película independiente surcoreana escrita y dirigida por Yoon-jung Lee, en su debut como director. Protagonizada por Jung Woo-sung y Kim Ha-neul (Jung fue también productor). La película se estrenó en Corea del Sur el 7 de enero de 2016.

## Sinopsis
En el medio de la noche, un hombre informa de una persona desaparecida a la oficina policial...él mismo. Él ha perdido su memoria y únicamente puede recordar  el momento en que se encontró a sí mismo solo en un apartamento. El hombre trata de encontrar alguna pista en cuanto a quién podría ser él, pero no da con nada. Cuando reúne el valor suficiente para salir, se encuentra con una mujer en un hospital psiquiátrico, quien de inmediato comienza a llorar al verlo. Él empieza a juntar las piezas de su memoria fragmentada.

## Reparto
- Jung Woo-sung como Yeon Seok-won, abogado quién ha perdido la memoria de los pasado diez años debido a un accidente.
- Kim Ha-neul cuando Kim Jin-young, mujer quién según parece llora al ver a Seok-won por primera vez. Tienen una conexión al instante y un idilio se desarrolla entre ellos, pero ella tiene un pasado que  mantiene escondido.
- Bae Seong-woo como Oh Kwon-ho, amigo de Seok-won
- Jang Young-nam como Kim Young-hee, cliente de Seok-won antes de su accidente.
- Ohn Joo-wan como Kim Dong-gun, hermano de Jin-young.
- Lim Ju-eun como Lee Bo-young mujer misteriosa a quién Seok-won podría haber estado vinculado antes de su accidente.
- Lee Jun-hyeok como Shin Hyun-ho, vendedor de seguros quién proporciona pistas valiosas sobre el pasado de Seok-won.
- Cha Chung-hwa como un miembro del personal de la boda.
- Kwon Hae-hyo como Park Kyoung-joon.[6]
- So Hee-jung como psiquíatra.

## Producción
Yoon-jung Lee escribió y dirigió a 25 minutos cortometraje titulado Recordar O Diosa en 2010, que originalmente protagonizada por Kim Jung-tae y Choi a-ra en los papeles principales. Cuando Lee, querían ampliar el corto en un largometraje, se dirigió al micromecenazgo del sitio web Kickstarter en mayo de 2012. Lee pidió inicialmente una inversión de US$30 000, pero 272 individuos donaron un total de US$32 293. Fue elegido como el Proyecto de la Semana del 8 de mayo de 2012 en Indiewire.

## Recepción
La película obtuvo $2.05 millones en su estreno en Corea del Sur.